# Armagnacs

Brasão da casa de Armagnacs

A facção dos Armagnacs, no século XV, constituía um dos dois partidos oponentes que travaram uma guerra civil, na França — paralelamente à Guerra dos Cem Anos. Eles apoiavam a Casa de Valois e eram adversários dos Bourguignons (ou Borguinhões, aliados dos ingleses).
Na origem, o conflito  envolvia, de um lado, o Duque da Borgonha, João sem Medo e, do outro Luís, duque d'Orleães. Desde 1393, quando Charles VI enlouquecera, a França era governada por um conselho de regência presidido pela rainha Isabel.
A guerra civil dos Armagnacs e Borguinhões teve início a 23 de novembro de 1407, quando o Duque d'Orleães foi assassinado, por ordem de João sem Medo. O conflito debilitou enormemente a França, já em luta contra a Inglaterra, na Guerra dos Cem Anos. A guerra entre Armagnacs e Bourguignons só terminará quase trinta anos depois, com a assinatura do Tratado de Arras (1435). João sem Medo também será assassinado, em 1419, pelos Armagnacs.